# Sint-Niklaaskerk (Mesen)

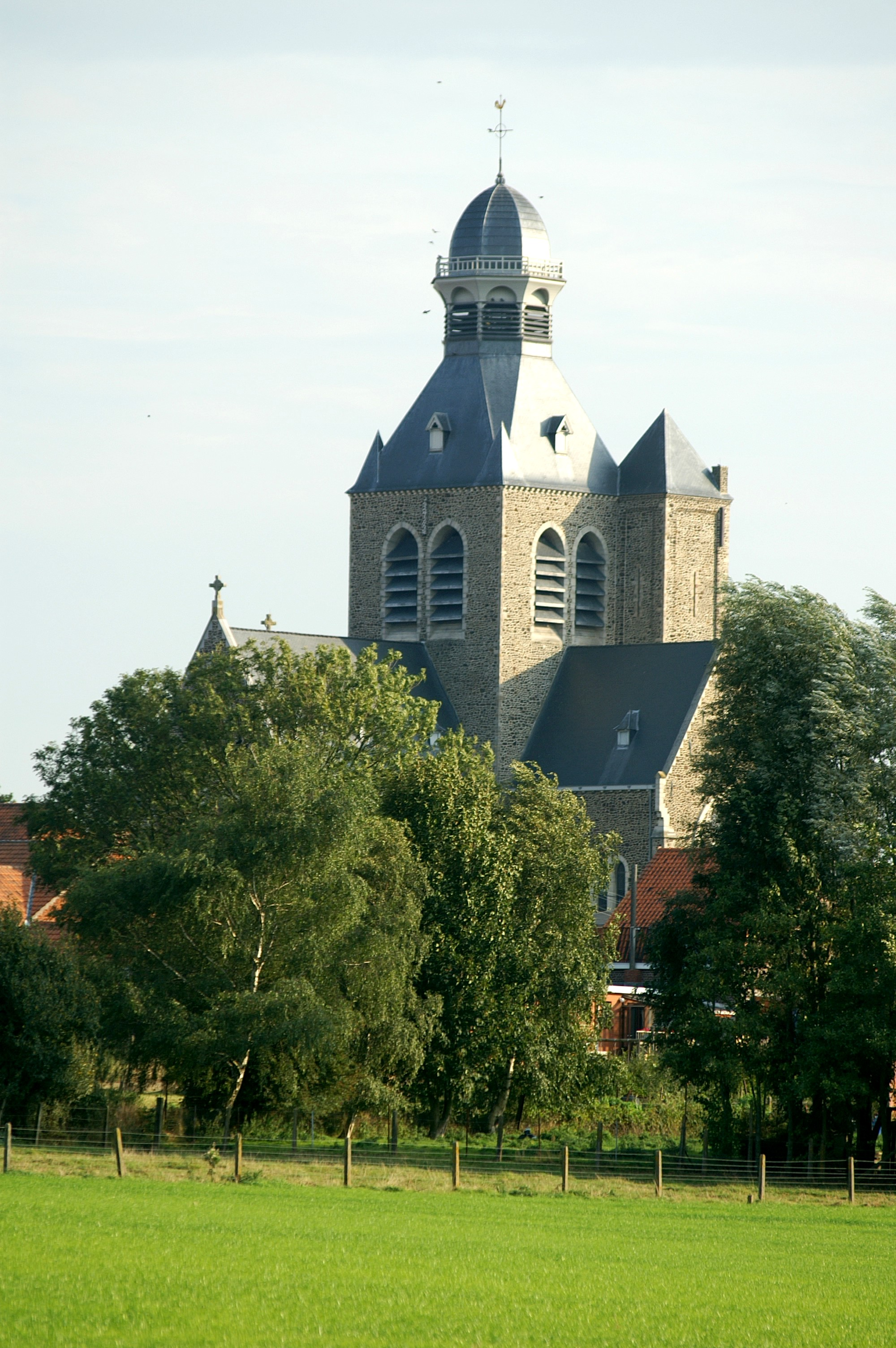
Buitenaanzicht

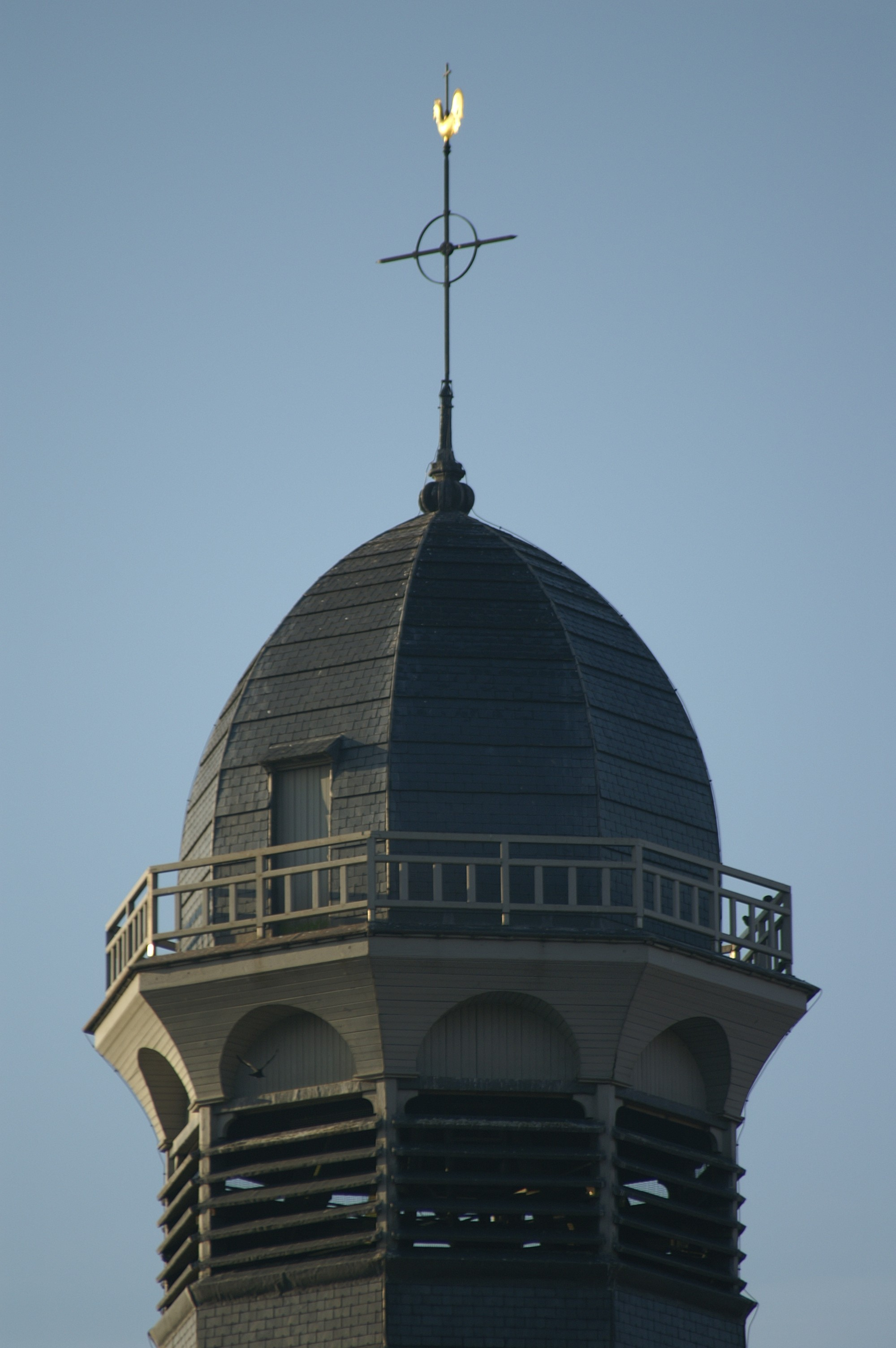
Bekroning van de "Dikkop"

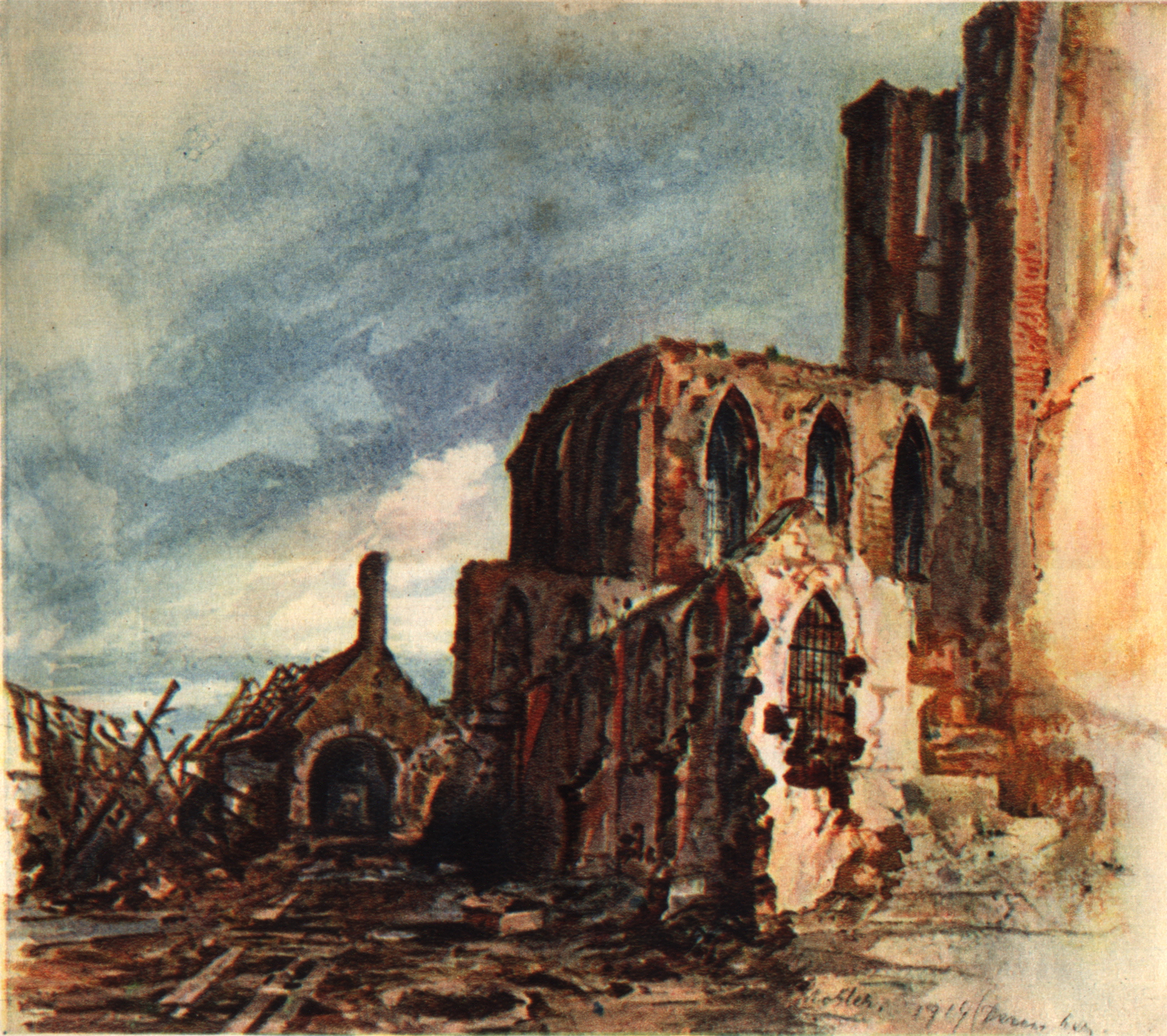
De verwoeste gotische kerk geschilderd door Hitler

De Sint-Niklaaskerk is de kerk van Mesen, in de Belgische provincie West-Vlaanderen. Ze was tot 1776 onderdeel van de abdij van Mesen.

## Beschrijving
De kerk valt op door de koepelvormige top van de toren, die de bijnaam "Dikkop" draagt. Onder het koor van de kerk bevindt zich een romaanse crypte uit de 11e eeuw. Deze crypte is de begraafplaats van Adela van Mesen en is sinds 1939 een beschermd monument. Een koperen kroonluchter werd gemaakt en geschonken door de kunstsmid Otto Meyer, een Duitse artillerist die dankbaar was dat hij de Tweede slag om Mesen had overleefd.

## Geschiedenis
Het gebedshuis is in 1057-1060 gebouwd als de abdijkerk van de benedictinessen van Onze-Lieve-Vrouw. De stichting was een initiatief van de Vlaamse gravin Adela, dochter van de Franse koning Robert II. Ze trad er in na de dood van haar man Boudewijn V van Vlaanderen en werd in de crypte begraven. Om de kerkdiensten te leiden was aan de vrouwenabdij een kapittel van twaalf kanunniken verbonden. De deken van het kapittel was tevens pastoor van Mesen en droeg de missen voor de parochianen op aan het Sint-Benedictusaltaar in de middenbeuk. Na 1164 werd de Sint-Niklaaskapel op het kerkhof verheven tot parochiekerk en kreeg Mesen een eigen pastoor.
De abdij werd in 1776 gesloten op last van keizerin Maria Theresia. Het kapittel bleef nog bestaan tot 1797. De Onze-Lieve-Vrouwekerk van de voormalige abdij werd de nieuwe parochiekerk van Mesen en werd toegewijd aan Sint-Niklaas.
Tijdens de Eerste Wereldoorlog werd de kerk vernield. Koerier Adolf Hitler maakte een waterverfschilderij en verschillende tekeningen van de verwoeste kerk. Het puin bleef liggen tot 1923. De heropbouw door architect Charles Patris was gereed in 1928. Zijn neoromaanse kruiskerk greep terug naar de vroegere romaanse constructie, waarbij enkel nog de toren aan het vooroorlogse beeld herinnerde.

## Beiaard
In de toren van de kerk bevindt zich sinds 1 juni 1986 een vredesbeiaard. Drijvende kracht achter dit initiatief was de Mesenaar Albert Ghekiere. De beiaard draagt na verschillende toevoegingen 59 klokken. De PAX-klok werd op 17 mei 1985 gezegend door paus Johannes Paulus II bij zijn bezoek aan Ieper. De vele andere klokken waren schenkingen van verenigingen en landen van over de hele wereld. Om het kwartier speelt de beiaard hymnes of volkse muziek uit de naties die in de Eerste Wereldoorlog waren betrokken.